# 藤井信子
藤井 信子（ふじい のぶこ、1940年4月25日 - ）は、日本の女性タレント。元吉本新喜劇の女優。山口県出身。未婚。藤プロダクション代表。

## 芸歴・人物
1960年に第一期研究生として入団、同期に市岡輝夫（のちの岡八朗）、奥津雄三（のちの奥津由三）、古賀専太郎等がいる。
吉本新喜劇が吉本ヴァラエティ時代からのマドンナとして活躍。また先輩団員の面倒もよく見ていた。
1975年ごろまで新喜劇に出演。退団後、フリーのタレントとして関西を中心に活動。
36歳で結婚を諦める。
趣味は花づくり、ドライブ。

## 過去の出演番組
- ようこそ信子の部屋へ（木曜 19:30 - 19:45、ラジオ大阪）
- ゆるゆるよゆる（2013年10月16日 24:30 - 25:00、ラジオ関西）

## 舞台
- 藤井信子特別公演 第1部 座長公演「花街慕情」 第2部「信子愛を唄う」歌謡ショー（1997年11月18日－24日、ワッハ上方ホール）

## 音楽活動
- 「商人女房」（CDシングル・カセット、1997/9/26、クラウンレコード）
  - 曲目リスト  1 商人(あきんど)女房 作詞：辻本一義／作曲：並木ひろし／編曲：鈴木紀久  2 カンバン娘 作詞：並木ひろし／作曲：並木ひろし／編曲：鈴木紀久  3 商人女房(カラオケ)  4 カンバン娘(同)